# Neuropeltopsis
Neuropeltopsis es un género con una especie de plantas con flores perteneciente a la familia de las convolvuláceas. 

## Especies seleccionadas
- Neuropeltopsis alba van Ooststr.